# Lukuledi (Fluss)
Der Lukuledi ist ein Fluss im Südosten des ostafrikanischen Staates Tansania.

## Verlauf
Der etwa 160 km lange Fluss entspringt im Grenzland zwischen den Regionen Lindi und Mtwara, fließt nach Ostnordost in die Region Lindi hinein und mündet nahe der Stadt Lindi in den Indischen Ozean. Der Lukuledi trennt das Muera-Plateau vom Makonde-Plateau. Er führt zur Trockenzeit recht wenig Wasser, trocknet jedoch auf den letzten 40 km für gewöhnlich nicht aus.

## Hydrometrie
Die Abflussmenge des Lukuledi wurde am Pegel Mkwaya über die Jahre 2015 bis 2019 bei etwa 2/3 des Einzugsgebietes in m³/s gemessen.